# Eutelia purpureonigra
Eutelia purpureonigra là một loài bướm đêm trong họ Noctuidae.